# Cyril Smith (motociclista)
Cyril Smith (Birmingham, 2 gennaio 1919 – Keswick, 24 novembre 1962) è stato un pilota motociclistico britannico, vincitore di un titolo nel motomondiale sidecar.

## Carriera
Dopo aver partecipato alla seconda guerra mondiale in un reggimento di carristi, ha iniziato come collaudatore presso la Norton, partecipando a gare nazionali e ottenendo il titolo britannico nei sidecar nel 1951. Dallo stesso anno ha partecipato anche alle competizioni del motomondiale, ottenendo il titolo iridato nel motomondiale 1952 grazie ad una costanza di risultati, culminata con la prima vittoria in un singolo gran premio, ottenuta nel Gran Premio motociclistico di Germania 1952.
Anche i due anni successivi si è distinto per la regolarità di piazzamenti sul podio, classificandosi però al secondo posto dietro al suo caposquadra alla Norton Eric Oliver nel motomondiale 1953 e al terzo, sempre dietro a Oliver e al tedesco Wilhelm Noll che ha ottenuto il titolo, nel motomondiale 1954.
Si è ritirato dalle competizioni dopo il Tourist Trophy 1959, chiuso con un ritiro, come già accaduto in tutte le edizioni precedenti in cui aveva gareggiato sull'Isola di Man.
È stato trovato morto nel novembre 1962 in un albergo a Keswick, probabilmente suicida.

## Risultati nel motomondiale
| 1951 | Classe  | Moto   |   |   |    |   |    |   |    |   |  | Punti | Pos. |
| ---- | ------- | ------ | - | - | -- | - | -- | - | -- | - |  | ----- | ---- |
| 1951 | sidecar | Norton | - | - | NE | 4 | NE | - | NE | - |  | 3     | 10º  |

| 1952 | Classe  | Moto   |   |    |    |   |   |    |   |   |  | Punti   | Pos. |
| ---- | ------- | ------ | - | -- | -- | - | - | -- | - | - |  | ------- | ---- |
| 1952 | sidecar | Norton | 2 | NE | NE | 3 | 1 | NE | 2 | 3 |  | 24 (28) | 1º   |

| 1953 | Classe  | Moto   |    |    |   |    |   |   |   |   |    | Punti   | Pos. |
| ---- | ------- | ------ | -- | -- | - | -- | - | - | - | - | -- | ------- | ---- |
| 1953 | sidecar | Norton | NE | NE | 2 | NE | 2 | 1 | 2 | 2 | NE | 26 (32) | 2º   |

| 1954 | Classe  | Moto   |    |     |   |   |    |   |   |   |    | Punti   | Pos. |
| ---- | ------- | ------ | -- | --- | - | - | -- | - | - | - | -- | ------- | ---- |
| 1954 | sidecar | Norton | NE | Rit | 2 | 3 | NE | 3 | 2 | 2 | NE | 22 (26) | 3º   |

| 1955 | Classe  | Moto   |   |    |     |   |     |   |    |   |  | Punti | Pos. |
| ---- | ------- | ------ | - | -- | --- | - | --- | - | -- | - |  | ----- | ---- |
| 1955 | sidecar | Norton | 2 | NE | Rit | - | Rit | - | NE | - |  | 6     | 5º   |

| 1956 | Classe  | Moto   |     |   |     |   |   |  |  |  |  | Punti | Pos. |
| ---- | ------- | ------ | --- | - | --- | - | - |  |  |  |  | ----- | ---- |
| 1956 | sidecar | Norton | Rit | 3 | Rit | 5 | - |  |  |  |  | 6     | 7º   |

| 1957 | Classe  | Moto   |   |     |     |    |    |   |  |  |  | Punti | Pos. |
| ---- | ------- | ------ | - | --- | --- | -- | -- | - |  |  |  | ----- | ---- |
| 1957 | sidecar | Norton | 6 | Rit | Rit | NE | NE | 2 |  |  |  | 7     | 6º   |

| 1958 | Classe  | Moto   |     |   |   |   |    |    |    |  |  | Punti | Pos. |
| ---- | ------- | ------ | --- | - | - | - | -- | -- | -- |  |  | ----- | ---- |
| 1958 | sidecar | Norton | Rit | 4 | 4 | - | NE | NE | NE |  |  | 6     | 5º   |

| 1959 | Classe  | Moto   |  |     |  |  |  |    |    |    |  | Punti | Pos. |
| ---- | ------- | ------ |  | --- |  |  |  | -- | -- | -- |  | ----- | ---- |
| 1959 | sidecar | Norton |  | Rit |  |  |  | NE | NE | NE |  | 0     |      |

| Legenda | 1º posto        | 2º posto            | 3º posto            | A punti      | Senza punti        | Grassetto – Pole position Corsivo – Giro più veloce |
| Legenda | Gara non valida | Non qual./Non part. | Ritirato/Non class. | Squalificato | '-' Dato non disp. | Grassetto – Pole position Corsivo – Giro più veloce |